# Honda CBR 125R
La CBR 125R è una motocicletta stradale sportiva prodotta dalla casa motociclistica giapponese Honda dal 2004.

## Il contesto
La CBR 125R è entrata in produzione nel 2004 allargando il segmento delle CBR, le quali ricoprono anche un altro settore e abbassano l'età minima per poter guidare una stradale sportiva, inoltre risulta essere la prima 125 a riutilizzare con motore a 4T dopo l'egemonia del motore a due tempi.
Questa moto era pressoché l'unica moto del segmento 125 4T stradali, fino al 2008, quando Yamaha propone un suo modello, chiamato Yamaha YZF-R125.

## Descrizione

### Prima serie
La prima serie della moto è entrata in produzione nel 2004 e prodotta fino al 2006; questo modello riprende le linee della sorella maggiore CBR1000, ma con un cupolino molto compatto e con le ruote in alluminio a sei razze con stampo a U.

### Seconda serie

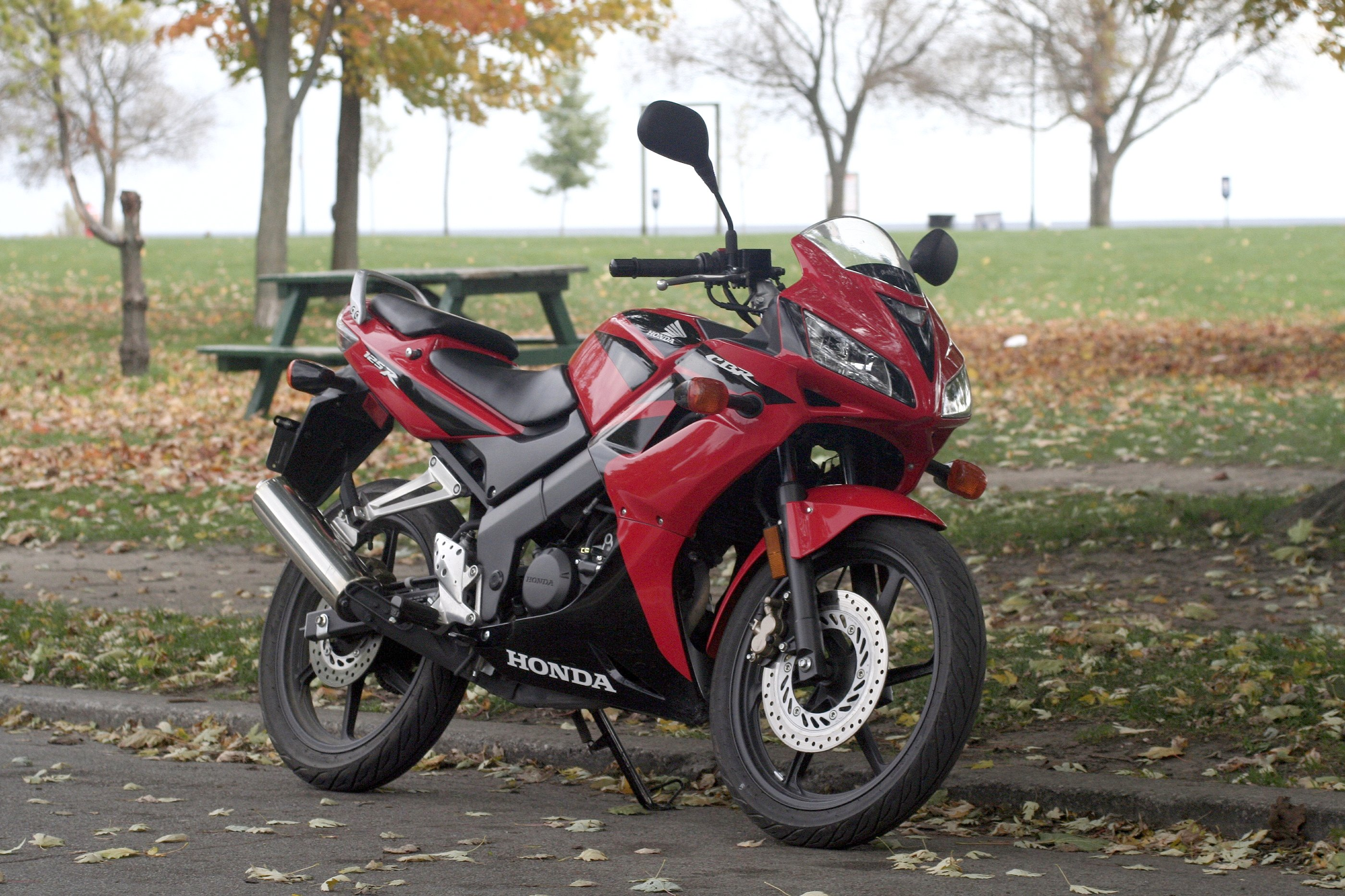
Honda CBR 125R seconda serie (2008)

La seconda serie della moto è entrata in produzione nel 2007 e prodotta fino al 2010 apportando alcune modifiche: innanzitutto si passa da un'alimentazione a carburatore da 28 mm ad una ad iniezione con corpi farfallati da 30 mm, inoltre viene rivista la carenatura della moto in modo d'avvicinarla ai modelli di cilindrata maggiore, questa serie presenta una curva motore tendenzialmente lineare, ma che presenta un calo di coppia tra i 4.000 e i 6.000 giri al minuto, passando da 0,8 a 0,7 kgm, mentre dai 7.000 ai 9.000 si ha una coppia superiore ai 0,9 kgm e rappresenta l'arco migliore per il funzionamento del motore.
La CBR 125R nella prima serie era omologata Euro 2, con la seconda serie è diventata Euro 3, grazie all'alimentazione con l'iniettore che permette di rispettare le normative anti-inquinamento molto facilmente.
La moto presenta anche una linea leggermente rivista con delle frecce più rettangolari e una carenatura anteriore diversa, con sfoghi per il radiatore più ampi, delle false prese d'aria triangolari poste sotto al cupolino e il faro che ora è doppio e uguale ai modelli di cilindrata maggiore.

### Terza serie

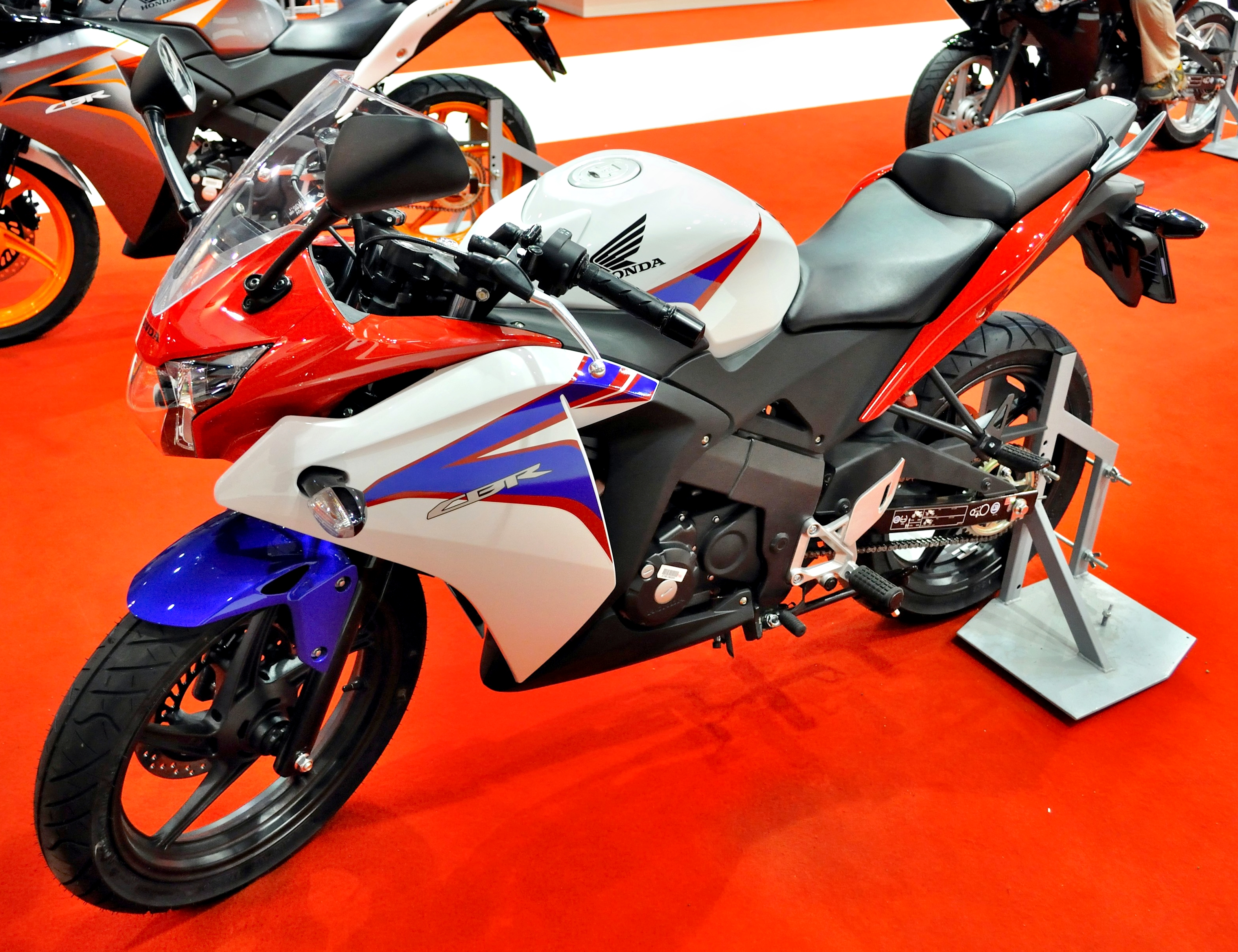
Honda CBR 125R terza serie

La terza serie della moto è entrata in produzione nel 2011 viene stravolta esteticamente e ora riprende la linea della nuova Honda VFR, adottando oltre alla nuova carenatura, anche un nuovo scarico, proiettore, serbatoio e selle.